# Acid Blue 25
Acid Blue 25 ist eine chemische Verbindung, die sich von Anthrachinon ableitet. Sie gehört zu den Anthrachinonfarbstoffen und zur anwendungstechnischen Klasse der Säurefarbstoffe.